# Paratrechina kraepelini
Paratrechina kraepelini är en myrart som först beskrevs av Auguste-Henri Forel 1905.  Paratrechina kraepelini ingår i släktet Paratrechina och familjen myror. Inga underarter finns listade i Catalogue of Life.